# Thraupis
Genre
Le genre Thraupis comprend neuf espèces de tangaras, passereaux néotropicaux appartenant à la famille des Thraupidae.

## Liste des espèces
D'après la classification de référence (version 2.2, 2009) du Congrès ornithologique international (ordre phylogénique) :
- Thraupis episcopus – Tangara évêque
- Thraupis sayaca – Tangara sayaca
- Thraupis glaucocolpa – Tangara glauque
- Thraupis cyanoptera – Tangara à épaulettes bleues
- Thraupis ornata – Tangara orné
- Thraupis abbas – Tangara à miroir jaune
- Thraupis palmarum – Tangara des palmiers
- Thraupis cyanocephala – Tangara à tête bleue
- Thraupis bonariensis – Tangara fourchu

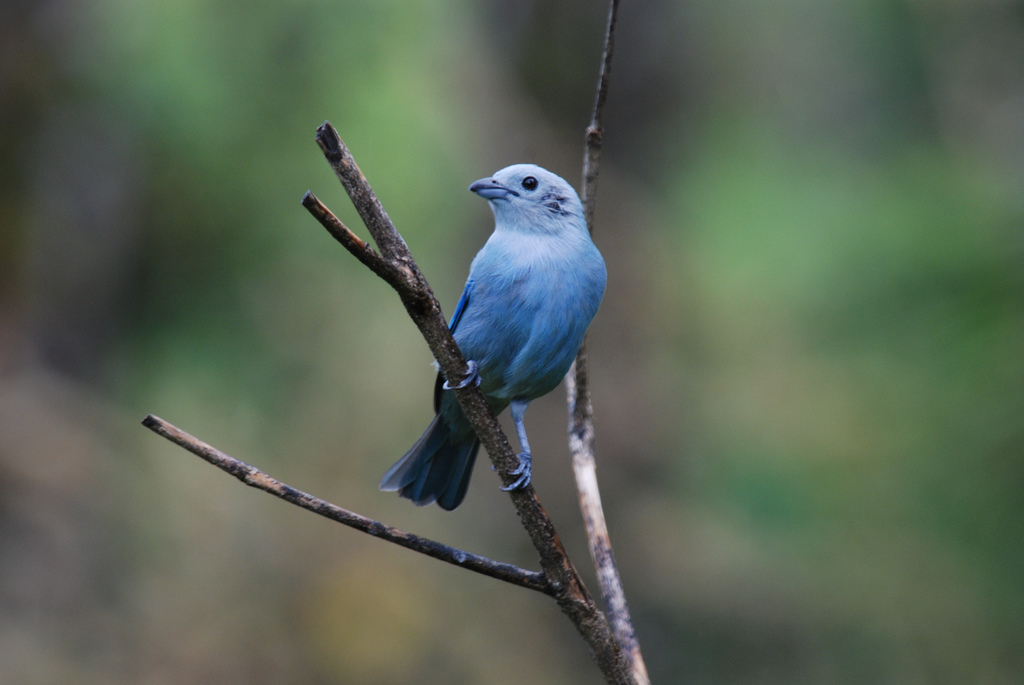
Tangara évêque